# Play (Jennifer Lopez)
Play is een nummer van de Amerikaanse zangeres Jennifer Lopez uit 2001. Het is de tweede single van haar tweede studioalbum J.Lo.
"Play" werd een wereldwijde hit, die het in diverse landen tot de bovenste tien schopte in de hitlijsten. In de Amerikaanse Billboard Hot 100 haalde het de 18e positie. In de Nederlandse Top 40 haalde het de 7e positie, en in de Vlaamse Ultratop 50 de 10e. Het nummer is grotendeels herkenbaar omdat zangeres Christina Milian in het refrein te horen te horen is. Zij schreef als songwriter aan het nummer mee en brak kort na de release van "Play" zelf door met haar eigen muziek. 